# 101 (àlbum)
101 és el vuitè àlbum (la seva segona recopilació) del grup de pop electrònic Depeche Mode. Es tracta, a més, del seu primer disc en directe i fou publicat per març de 1989.
L'àlbum va ser enregistrat al concert de l'Estadi Rose Bowl de Pasadena (Califòrnia); de fet, es tracta de l'últim, i també número 101, concert de la gira Music for the Masses Tour, que serví per promocionar el seu àlbum més recent, Music for the Masses.
A més del disc, es va editar una pel·lícula-documental amb el mateix nom, dirigida i produïda per D.A. Pennebaker, famós documentalista de rock, que havia produït treballs d'aquest estil sobre artistes com Bob Dylan, David Bowie o Jimi Hendrix. La pel·lícula mostra escenes amb tres fans que tingueren l'oportunitat de viatjar amb Depeche Mode durant aquesta part de la gira, tot i que només en moments puntuals tingueren contacte directe amb el grup; simplement s'hi mostren les seves vivències personals durant el viatge i el concert, a més d'imatges del grup preparant-se als vestidors poc abans de sortir a escena. També s'hi inclou la filmació d'una part d'aquest concert, amb dotze temes en total.
L'any 2003 veié l'aparició d'una versió en doble DVD de 101. El primer disc conté la pel·lícula original, mentre el segon conté entrevistes amb els fans escollits, a més de converses amb els membres actuals del grup que hi parlen sobre els seus projectes particulars (Gahan sobre Paper Monsters, Gore sobre Counterfeit e.p., Fletcher sobre Client), amb Daniel Miller, Jonathan Kessler i fins i tot amb Vince Clarke. Aquestes entrevistes es van fer per separat amb la conducció de Pennebaker i Chris Hegedus. Alan Wilder, que havia abandonat la banda set anys abans de la publicació de 101, va refusar ser entrevistat personalment.

## Llista de cançons

### LP: Mute / Stumm 101

#### Disc 1
Cara A
| Núm. | Títol                 | Durada |
| ---- | --------------------- | ------ |
| 1.   | «Pimpf»               | 0:58   |
| 2.   | «Behind the Wheel»    | 5:55   |
| 3.   | «Strangelove»         | 4:49   |
| 4.   | «Something to Do»     | 3:54   |
| 5.   | «Blasphemous Rumours» | 5:09   |

Cara B
| Núm. | Títol               | Durada |
| ---- | ------------------- | ------ |
| 1.   | «Stripped»          | 6:45   |
| 2.   | «Somebody»          | 4:34   |
| 3.   | «Things You Said»   | 4:21   |
| 4.   | «Black Celebration» | 4:54   |

#### Disc 2
Cara C
| Núm. | Títol                      | Durada |
| ---- | -------------------------- | ------ |
| 1.   | «Shake the Disease»        | 5:10   |
| 2.   | «Pleasure Little Treasure» | 4:38   |
| 3.   | «People Are People»        | 4:59   |
| 4.   | «A Question of Time»       | 4:12   |

Cara D
| Núm. | Títol                     | Durada |
| ---- | ------------------------- | ------ |
| 1.   | «Never Let Me Down Again» | 6:40   |
| 2.   | «Master and Servant»      | 4:30   |
| 3.   | «Just Can't Get Enough»   | 4:01   |
| 4.   | «Everything Counts»       | 6:31   |

### CD Stumm 101 / SACD: Mute / LCDStumm 101
Disc 1
| Núm. | Títol                 | Durada |
| ---- | --------------------- | ------ |
| 1.   | «Pimpf»               | 0:58   |
| 2.   | «Behind the Wheel»    | 5:55   |
| 3.   | «Strangelove»         | 4:49   |
| 4.   | «Sacred»              | 5:09   |
| 5.   | «Something to Do»     | 3:54   |
| 6.   | «Blasphemous Rumours» | 5:09   |
| 7.   | «Stripped»            | 6:45   |
| 8.   | «Somebody»            | 4:34   |
| 9.   | «Things You Said»     | 4:21   |

Disc 2
| Núm. | Títol                      | Durada |
| ---- | -------------------------- | ------ |
| 1.   | «Black Celebration»        | 4:55   |
| 2.   | «Shake the Disease»        | 5:10   |
| 3.   | «Nothing»                  | 4:36   |
| 4.   | «Pleasure Little Treasure» | 4:38   |
| 5.   | «People Are People»        | 4:59   |
| 6.   | «A Question of Time»       | 4:12   |
| 7.   | «Never Let Me Down Again»  | 6:40   |
| 8.   | «A Question of Lust»       | 4:07   |
| 9.   | «Master and Servant»       | 4:30   |
| 10.  | «Just Can't Get Enough»    | 4:01   |
| 11.  | «Everything Counts»        | 6:31   |

| 12. | «Pimpf» (versió completa) |  |

- L'àudio està disponible en tres formats: CD bicanal, SACD bicanal, SACD multicanal.

### VHS: Mute Film / MF007 (UK)
101 - The Movie (117:00)

### DVD: Mute Film / DMDVD3 (UK)
Disc 1
1. 101 - The Movie (inclou comentaris en àudio)
Disc 2
- Aquest disc combina imatges en directe dels temes i imatges del documental.
- Les cançons marcades amb el símbol * són exclusives de l'edició en DVD i no apareixien en la versió VHS.
- Es van perdre imatges dels temes "Sacred", "Something to Do", "The Things You Said", "Shake the Disease", "Nothing", "People Are People", "A Question of Time" i "A Question of Lust" i no es pogueren recuperar per al DVD.

1. "Master and Servant"
2. "Pimpf"
3. "Behind the Wheel"
4. "Strangelove"
5. "Blasphemous Rumours"
6. "Stripped"
7. "Somebody"*
8. "Black Celebration"
9. "Pleasure Little Treasure"*
10. "Just Can't Get Enough"
11. "Everything Counts"
12. "Never Let Me Down Again"
13. Entrevista amb Dave Gahan
14. Entrevista amb Martin Gore
15. Entrevista amb Andrew Fletcher
16. Entrevista amb Jonathan Kessler
17. Entrevista amb Daniel Miller
18. Entrevista amb Christopher Hardwick
19. Entrevista amb Oliver Chesler
20. Entrevista amb Jay Serken
21. "Everything Counts" (vídeo)

- Temes escrits per Martin Gore excepte "Just Can't Get Enough", escrit per Vince Clarke.
- David Gahan és la veu principal de tots els temes, excepte "Somebody", "The Things You Said" i "A Question of Lust", cantats per Martin Gore.

## Certificacions
| País     | Certificació | Vendes  |
| -------- | ------------ | ------- |
| Alemanya | 1x Or        | 250.000 |
| França   | 1x Or        | 75.000  |

## Personal
- David Gahan – cantant
- Martin Gore – teclats, guitarra, percussió, veus addicionals, cantant
- Alan Wilder – teclats, piano, percussió, veus addicionals
- Andrew Fletcher – teclats, percussió, veus addicionals